# Marco Ragazzi
Marco Ragazzi (8 de julio de 1972) es un deportista italiano que compitió en remo. Ganó una medalla de bronce en el Campeonato Mundial de Remo de 2002, en la prueba de cuatro scull.

## Palmarés internacional
| Campeonato Mundial | Campeonato Mundial | Campeonato Mundial | Campeonato Mundial |
| Año                | Lugar              | Medalla            | Prueba             |
| ------------------ | ------------------ | ------------------ | ------------------ |
| 2002               | Sevilla (España)   | Medalla de bronce  | Cuatro scull       |